# Bacillidesmus filiformis
Bacillidesmus filiformis är en mångfotingart som först beskrevs av Robert Latzel 1884.  Bacillidesmus filiformis ingår i släktet Bacillidesmus och familjen Trichopolydesmidae. Inga underarter finns listade i Catalogue of Life.